# Удино (Московская область)

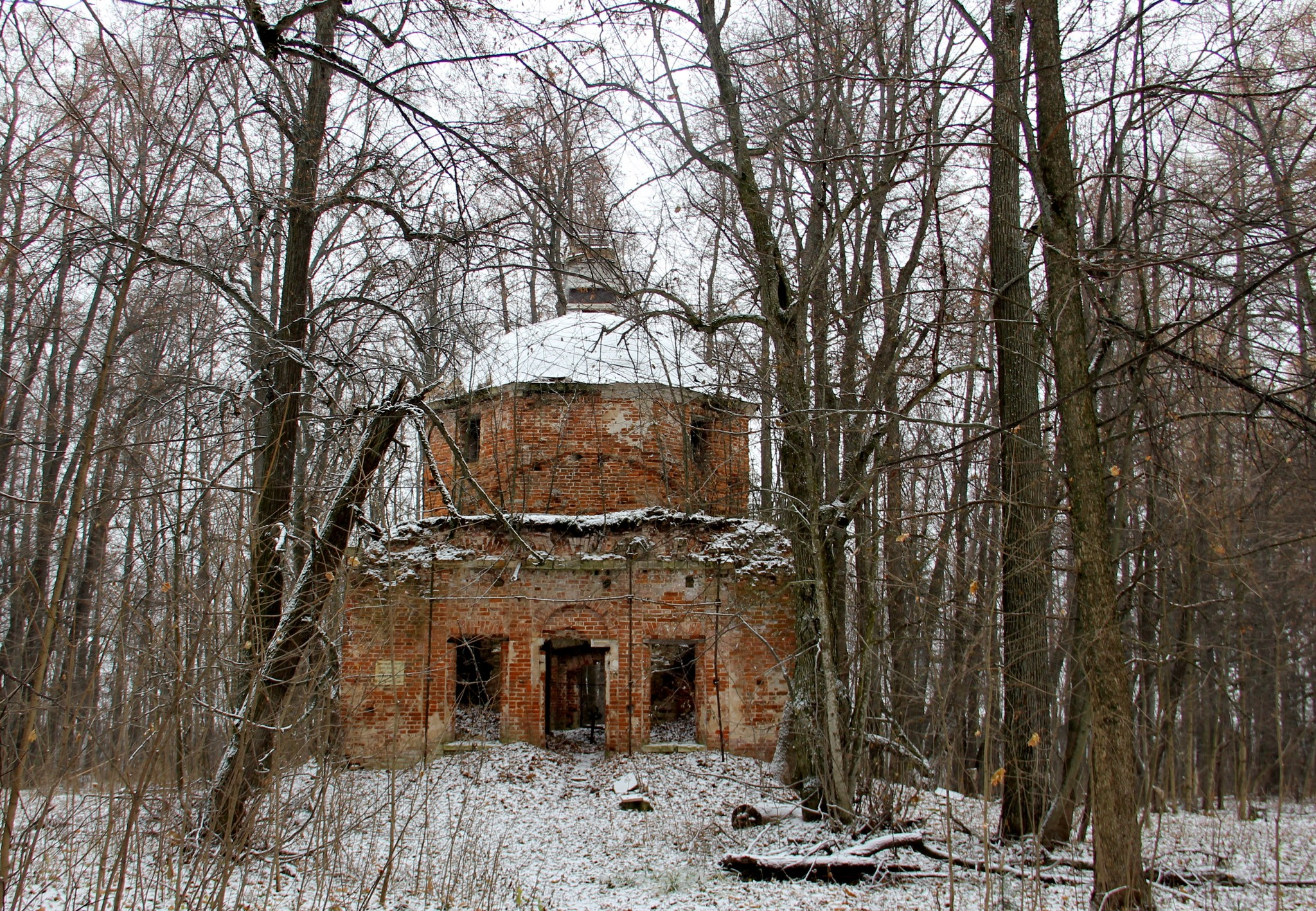
Здание Покровской церки

Удино — деревня в Дмитровском районе Московской области, в составе Сельского поселения Габовское. Население — 38 чел. (2010). До 2006 года Удино входило в состав Каменского сельского округа. В деревне не сохранилась усадьба Чаплиных Удино, но есть остов Покровской церкви 1789 года постройки.
В 2018 году остатки церкви стали объектом внимания съемочной группы программы "Наступление на наследие". Ведущий и координатор "Архнадзора" Андрей Новичков отметил плачевное состояние, а также зафиксировал варварское отношение к памятнику со стороны туристов.

## Расположение
Деревня расположена в юго-западной части района, примерно в 23 км на юго-запад от Дмитрова, на суходоле, высота центра над уровнем моря 227 м. Ближайшие населённые пункты — Поповка на западе и Дмитровка на юге. Через деревню проходит региональная автодорога Р-113 Рогачёвское шоссе.

## Население
| 2002 | 2006 | 2010 |
| ---- | ---- | ---- |
| 55   | ↘22  | ↗38  |